# EstA
 (août 2024).
Si vous disposez d'ouvrages ou d'articles de référence ou si vous connaissez des sites web de qualité traitant du thème abordé ici, merci de compléter l'article en donnant les références utiles à sa vérifiabilité et en les liant à la section « Notes et références ».
EstA, né le 27 septembre 1988 à Sarrebruck, de son vrai nom Eike Staab, est un rappeur allemand. 

## Biographie
Sa première chanson s'intitule Immer noch.... Il l'a diffusée sur sa chaîne YouTube en septembre 2010[réf. nécessaire].
Il s'est fait connaître principalement par le Videobattleturnier[Quoi ?] (VBT). Il y a participé à deux reprises, en 2011, jusqu'à ce qu'il soit battu en 16e de finale par 3Plusss et en 2012, où il a atteint la finale, mais a été battu par Klaus Bukkake. De plus, il a pu participer au VBT Splash ![Quoi ?] en 2013, où il a été battu par 4tune. C'est par sa participation à ces tournois que le rappeur Baba Saad l'a fait signer sur son label Halunkenbande en 2013.
Sa première chanson avec Halunkenbande, Es läuft, est sortie le 15 mai 2013, suivie de Allein gegen alle le 5 juin 2013 et de Sommer le 20 juin 2013.
Fin mai 2013, EstA a annoncé la sortie de son album EstAtainment. Il est sorti le 28 juin 2013, après que la date de sortie a été reportée en raison d'une trop forte demande. L'album est finalement entré dans les charts allemands à la 11e place. Le 11 octobre 2013, le sampler commun Beuteschema est sorti avec Punch Arogunz et Baba Saad.
Le 12 avril 2015, Halunkenbande et EstA ont annoncé que EstA ne renouvellerait pas son contrat. La séparation s'est faite à l'amiable et a été justifiée par des différences musicales.
Le deuxième album solo d'EstA, BestA, est sorti le 12 février 2016 sur le label Nur ! Musik et a atteint la 34e place dans les charts allemands. En novembre 2016, EstA a sorti l'EP Reset, qui contient sept chansons, via Nur !Musik.
En juillet 2017, EstA a sorti l'EP Motion, qui contient cinq chansons, également via le label Nur!Musik. En mars 2020, le troisième album studio d'EstA, Nur für mich, est sorti. 

## Discographie

### Album
| Année | Nom          | Label         |
| ----- | ------------ | ------------- |
| 2013  | EstAtainment | Halunkenbande |
| 2016  | BestA        | Nur!Musik     |
| 2020  | Nur für mich | EstA          |

### Sampler
| Année | Nom            | Label         |
| ----- | -------------- | ------------- |
| 2013  | Beuteschema    | Halunkenbande |
| 2015  | Beuteschema II | Halunkenbande |

### EP's
| Année | Nom                     | Label     |
| ----- | ----------------------- | --------- |
| 2016  | Reset                   | Nur!Musik |
| 2017  | Motion                  | Nur!Musik |
| 2020  | Bodentiefe Fenster - EP | EstA      |
| 2020  | Im nächsten Leben - EP  | EstA      |

### Mixtapes
| Année | Nom     |
| ----- | ------- |
| 2017  | Nur!Rap |

### Singles
| Année | Nom                                          |
| ----- | -------------------------------------------- |
| 2013  | Es läuft (iTunes-Single)                     |
| 2013  | Sommer (iTunes-Single)                       |
| 2013  | Hallo Rapfans (ft. Baba Saad, Punch Arogunz) |
| 2015  | Immer noch der Selbe                         |
| 2016  | Sex mit der Ex                               |
| 2016  | Lass los (feat. Eric Philippi)               |
| 2017  | So dumm                                      |
| 2017  | Zu Hause (feat. Eric Philippi)               |
| 2018  | Oh Baby                                      |
| 2018  | Nicht Perfekt (feat. Eric Philippi)          |
| 2018  | Kein Thema                                   |
| 2018  | Ich trinke auf euch                          |
| 2019  | SorryfürdieStory                             |
| 2019  | SorryfürdieStory 02                          |
| 2019  | SorryfürdieStory 03                          |
| 2019  | König                                        |
| 2019  | SorryfürdieStory 04                          |
| 2019  | SorryfürdieStory 05                          |
| 2019  | Nein (de Tzeezy, Kuwan et EstA)              |
| 2019  | SorryfürdieStory 06                          |
| 2019  | SorryfürdieStory 07                          |
| 2019  | SorryfürdieStory 08                          |
| 2019  | SorryfürdieStory 09                          |
| 2019  | Zeit (Feat. Eric Philippi)                   |
| 2019  | SorryfürdieStory 10                          |
| 2019  | SorryfürdieStory 11                          |
| 2019  | SorryfürdieStory 12                          |
| 2019  | Auf meine Weise (Feat. Ruiny)                |
| 2019  | SorryfürdieStory 13                          |
| 2019  | SorryfürdieStory 14                          |
| 2019  | SorryfürdieStory 15                          |
| 2019  | Keine Chance (Feat. Eric Philippi)           |
| 2019  | SorryfürdieStory 2019 (Feat. Ruiny)          |
| 2020  | Allein gegen Alle Pt.2                       |
| 2020  | SorryfürdasAlbum                             |
| 2020  | Bodentiefe Fenster                           |
| 2020  | Im nächsten Leben                            |

### Freetracks
| Année | Nom                              |
| ----- | -------------------------------- |
| 2014  | Meine Jungs                      |
| 2015  | Ich fliege                       |
| 2015  | Du bist ein Huso                 |
| 2016  | Magst du EstA!?                  |
| 2016  | Your Future Is Not Mine          |
| 2018  | Reaktionen auf die Reaktionen #1 |
| 2018  | Reaktionen auf die Szene #2      |